# Altiport de Valloire Bonnenuit
L'altisurface de Valloire Bonnenuit se trouve dans le hameau de Bonnenuit sur la commune de Valloire, située dans le département de la Savoie, dans la région Auvergne-Rhône-Alpes, en France.